# El libro del fantasma
El libro del fantasma es un libro de Alejandro Dolina, publicado por primera vez en 1999.

## Argumento
De construcción semejante a las Crónicas del Ángel Gris, se compone de relatos de temas diversos, algunos de los cuales involucran a los Hombres Sensibles del barrio de Flores, personajes que aparecen también en las Crónicas y en Bar del Infierno. También incluye relatos sobre la China y relatos sobre personajes históricos como Marx, Leibniz y el Conde de Saint Germain.
El protagonista es un hombre común, afectado por una pena de amor, que recibe la visita del fantasma de un escritor recientemente fallecido. El escritor firmó un contrato para escribir un libro, se gastó todo el dinero y murió sin escribir una página. Le pide al protagonista que escriba por él "doscientas páginas de cualquier cosa". A cambio, le concederá el amor de la mujer de su vida. El resultado de la transacción, que se hizo en la plaza de Devoto, es este libro.
Sobre el final del libro, en una descripción del Cielo, el narrador menciona a varios hombres que han influenciado al autor en su vida real: Miguel de Unamuno, Carlos Gardel, Platón, Oscar Wilde, Shakespeare y Miguel Ángel.

## Publicaciones
- El libro del fantasma. Buenos Aires: Colihue, 1999. Con ilustraciones de Carlos Nine. ISBN 950-581-694-4
- El libro del fantasma. Edición de bolsillo. Buenos Aires: Booket, 2003. ISBN 987-1144-28-8